# Gisostola bahiensis
Gisostola bahiensis là một loài bọ cánh cứng trong họ Cerambycidae.